# Амос, Эрнест
Эрнест Амос (англ. Ernest Amos; род. 12 сентября 1975, Ботсвана) — ботсванский футболист, защитник.

## Карьера
Эрнест начал профессиональную карьеру в составе футбольного клубе «ТАСК», где выступал до 2008 года. В 2008—2009 годах играл в составе ФК «Ботсвана Дифенс Форс XI». С 2002 по 2008 года вызывался в состав национальной сборной. В её составе провел 55 матчей, и забил 2 мяча.